# Bougue
Pour les articles homonymes, voir Agos.
Bougue est une commune du Sud-Ouest de la France, située dans le département des Landes (région Nouvelle-Aquitaine).
Le village se trouve sur la voie de Vézelay du chemin de Compostelle.

## Géographie

### Localisation
Commune située dans le Pays de Marsan, au sud de Mont-de-Marsan, aux confins du massif forestier des Landes et de la région agricole de la Chalosse.

### Communes limitrophes
Les communes limitrophes sont  Gaillères, Laglorieuse, Mazerolles, Pujo-le-Plan, Saint-Avit et Saint-Cricq-Villeneuve.
| Saint-Avit | Gaillères   |                        |
| Mazerolles | Bougue      | Saint-Cricq-Villeneuve |
|            | Laglorieuse | Pujo-le-Plan           |

### Climat
Pour des articles plus généraux, voir Climat de la Nouvelle-Aquitaine et Climat des Landes.
Historiquement, la commune est exposée à un climat océanique aquitain.  
En 2020, Météo-France publie une typologie des climats de la France métropolitaine dans laquelle la commune est exposée à un climat océanique et est dans la région climatique  Aquitaine, Gascogne, caractérisée par une pluviométrie abondante au printemps, modérée en automne, un faible ensoleillement au printemps, un été chaud (19,5 °C), des vents faibles, des brouillards fréquents en automne et en hiver et des orages fréquents en été (15 à 20 jours).
Pour la période 1971-2000, la température annuelle moyenne est de 13 °C, avec une amplitude thermique annuelle de 14,8 °C. Le cumul annuel moyen de précipitations est de 999 mm, avec 11,5 jours de précipitations en janvier et 7,4 jours en juillet. Pour la période 1991-2020, la température moyenne annuelle observée sur la station météorologique la plus proche, située sur la commune de Mont-de-Marsan à 9 km à vol d'oiseau, est de 13,8 °C et le cumul annuel moyen de précipitations est de 918,1 mm,. Pour l'avenir, les paramètres climatiques de la commune estimés pour 2050 selon différents scénarios d’émission de gaz à effet de serre sont consultables sur un site dédié publié par Météo-France en novembre 2022.

## Urbanisme

### Typologie
Au 1er janvier 2024, Bougue est catégorisée commune rurale à habitat dispersé, selon la nouvelle grille communale de densité à sept niveaux définie par l'Insee en 2022.
Elle est située hors unité urbaine. Par ailleurs la commune fait partie de l'aire d'attraction de Mont-de-Marsan, dont elle est une commune de la couronne,. Cette aire, qui regroupe 101 communes, est catégorisée dans les aires de 50 000 à moins de 200 000 habitants,.

### Occupation des sols

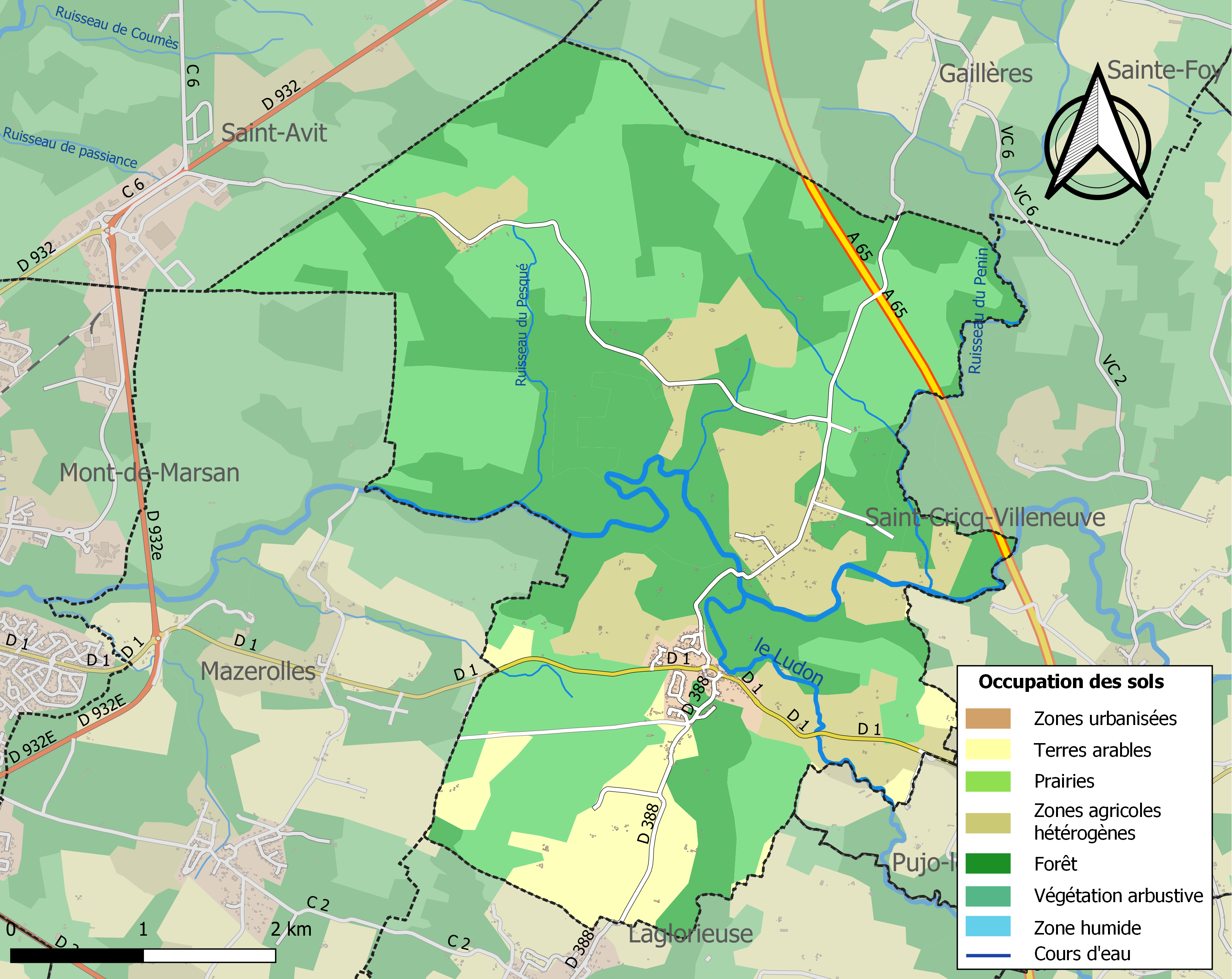
Carte des infrastructures et de l'occupation des sols de la commune en 2018 (CLC).

L'occupation des sols de la commune, telle qu'elle ressort de la base de données européenne d’occupation biophysique des sols Corine Land Cover (CLC), est marquée par l'importance des forêts et milieux semi-naturels (76,1 % en 2018), en diminution par rapport à 1990 (77,3 %). La répartition détaillée en 2018 est la suivante : forêts (40,1 %), milieux à végétation arbustive et/ou herbacée (36 %), zones agricoles hétérogènes (14,9 %), terres arables (7,5 %), zones urbanisées (1,5 %). L'évolution de l’occupation des sols de la commune et de ses infrastructures peut être observée sur les différentes représentations cartographiques du territoire : la carte de Cassini (XVIIIe siècle), la carte d'état-major (1820-1866) et les cartes ou photos aériennes de l'IGN pour la période actuelle (1950 à aujourd'hui).

### Risques majeurs
Le territoire de la commune de Bougue est vulnérable à différents aléas naturels : météorologiques (tempête, orage, neige, grand froid, canicule ou sécheresse), inondations, feux de forêts, mouvements de terrains et séisme (sismicité très faible). Il est également exposé à un risque technologique,  le transport de matières dangereuses. Un site publié par le BRGM permet d'évaluer simplement et rapidement les risques d'un bien localisé soit par son adresse soit par le numéro de sa parcelle.

#### Risques naturels
Certaines parties du territoire communal sont susceptibles d’être affectées par le risque d’inondation par débordement de cours d'eau, notamment la Midouze et le Ludon. La commune a été reconnue en état de catastrophe naturelle au titre des dommages causés par les inondations et coulées de boue survenues en 1991, 1999, 2009 et 2020,.
Bougue est exposée au risque de feu de forêt. Depuis le 20 avril 2016, les départements de la Gironde, des Landes et de Lot-et-Garonne disposent d’un règlement interdépartemental de protection de la forêt contre les incendies. Ce règlement vise à mieux prévenir les incendies de forêt, à faciliter les interventions des services et à limiter les conséquences, que ce soit par le débroussaillement, la limitation de l’apport du feu ou la réglementation des activités en forêt. Il définit en particulier cinq niveaux de vigilance croissants auxquels sont associés différentes mesures,.
Les mouvements de terrains susceptibles de se produire sur la commune sont des affaissements et effondrements liés aux cavités souterraines (hors mines) et des tassements différentiels. Par ailleurs, afin de mieux appréhender le risque d’affaissement de terrain, un inventaire national permet de localiser les éventuelles cavités souterraines sur la commune.

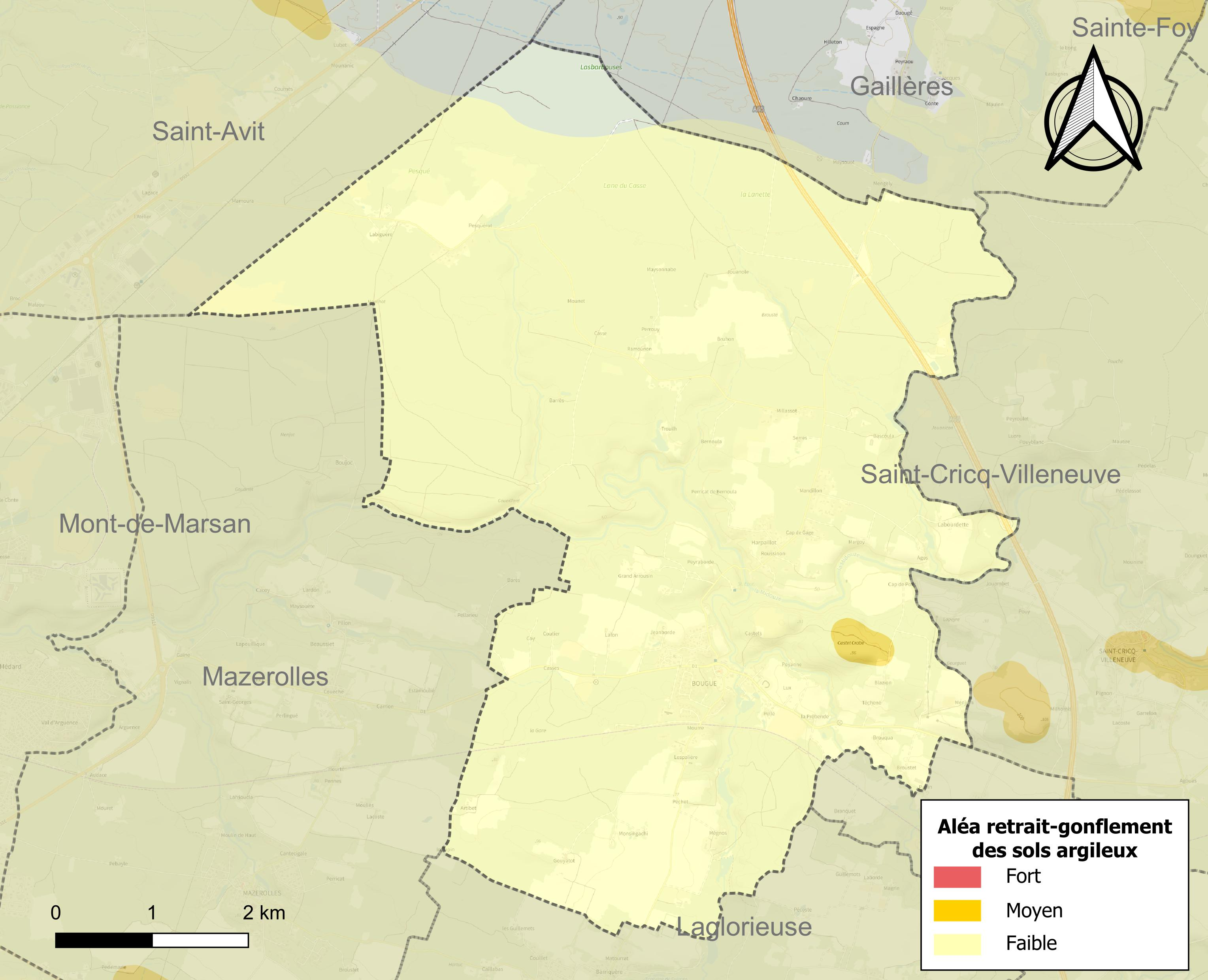
Carte des zones d'aléa retrait-gonflement des sols argileux de Bougue.

Le retrait-gonflement des sols argileux est susceptible d'engendrer des dommages importants aux bâtiments en cas d’alternance de périodes de sécheresse et de pluie. 0,5 % de la superficie communale est en aléa moyen ou fort (19,2 % au niveau départemental et 48,5 % au niveau national). Sur les 309 bâtiments dénombrés sur la commune en 2019,  aucun n'est en aléa moyen ou fort, à comparer aux 17 % au niveau départemental et 54 % au niveau national. Une cartographie de l'exposition du territoire national au retrait gonflement des sols argileux est disponible sur le site du BRGM,.
Concernant les mouvements de terrains, la commune a été reconnue en état de catastrophe naturelle au titre des dommages causés par des mouvements de terrain en 1999 et 2020.

#### Risques technologiques
Le risque de transport de matières dangereuses sur la commune est lié à sa traversée par une ou des infrastructures routières ou ferroviaires importantes ou la présence d'une canalisation de transport d'hydrocarbures. Un accident se produisant sur de telles infrastructures est susceptible d’avoir des effets graves sur les biens, les personnes ou l'environnement, selon la nature du matériau transporté. Des dispositions d’urbanisme peuvent être préconisées en conséquence.

## Histoire
Le village, situé au fond d'une cuvette naturelle, et visible depuis le plateau de Castets, a connu de nombreux épisodes historiques.
Bougue est fondée en tant que sauveté en 1116 par Guillaume IX d'Aquitaine par donation à l'abbaye de La Sauve-Majeure. Cela répond probablement à un sentiment d'insécurité des populations et à une volonté de reprise du contrôle de ce territoire via un système défensif composé de neuf mottes castrales (quatre sur le plateau de Castets et cinq autres à proximité, dont la motte du centre, de Pellé à l'est, de Meignos au sud, d'Agos sur la rive droite du Midou au nord est, qui appartenaient chacune à une seigneurie du même nom. Ces mottes n'ont pas connu d'évolution au-delà du XIIIe siècle). La création d'une sauveté a aussi pour but la fixation et le développement d'un noyau de population à des points stratégiques. Celle de Bougue va se retrouver reléguée au second plan après la fondation de Mont-de-Marsan entre 1133 et 1141.
Après son occupation à l'époque médiévale, il faut attendre la fin du XIXe siècle pour qu'il se développe à son emplacement actuel. Bougue connaît à ce moment-là une petite révolution avec la construction d'une voie de chemin de fer et d'une gare.
Au cours de la Seconde Guerre mondiale, les maquisards font sauter le pont et la voie ferrée au niveau de la route départementale. Face aux Allemands ayant investi le village, les armes sont dissimulées dans la grotte du Loup, située dans le relief du plateau de Castets.
Le village, qui comptait environ 700 habitants au cours du XIXe siècle, subit un exode rurale important après-guerre. Le retour de la population survient toutefois dès 1980, du fait d'une situation géographique favorable par rapport à Mont-de-Marsan. Le train cesse de passer à la fin des années 1960. La voie ferrée, rachetée par le Conseil départemental des Landes, est transformée en voie verte du Marsan et de l'Armagnac, accessible aux piétons, vélos et cavaliers.
À l'entrée du village coule la fontaine Saint-Clair. Jusqu'au début du XXe siècle, le premier dimanche de juin, qui coïncide avec la fête patronale du village, les visiteurs venant de l'extrémité du département affluent pour boire son eau. Celle-ci, entre autres vertus, est réputée pour soulager les maux des yeux.

## Politique et administration
| Période                                  | Période               | Identité        | Étiquette | Qualité                             |
| ---------------------------------------- | --------------------- | --------------- | --------- | ----------------------------------- |
| 1995                                     | août 2018 (démission) | Christian Cenet | PS        | Fonctionnaire territorial           |
| 2018                                     | 2020                  | Martine Blézy   |           |                                     |
| 2020                                     | En cours              | Jean-Guy Baché  | DVG       | Conseiller départemental remplaçant |
| Les données manquantes sont à compléter. |                       |                 |           |                                     |

## Population et société

### Démographie
| 1793 | 1800 | 1806 | 1821 | 1831 | 1836 | 1841 | 1846 | 1851 |
| ---- | ---- | ---- | ---- | ---- | ---- | ---- | ---- | ---- |
| 540  | 513  | 474  | 512  | 714  | 711  | 661  | 671  | 672  |

| 1856 | 1861 | 1866 | 1872 | 1876 | 1881 | 1886 | 1891 | 1896 |
| ---- | ---- | ---- | ---- | ---- | ---- | ---- | ---- | ---- |
| 745  | 699  | 674  | 676  | 699  | 673  | 667  | 670  | 666  |

| 1901 | 1906 | 1911 | 1921 | 1926 | 1931 | 1936 | 1946 | 1954 |
| ---- | ---- | ---- | ---- | ---- | ---- | ---- | ---- | ---- |
| 607  | 596  | 591  | 460  | 446  | 419  | 384  | 324  | 335  |

| 1962 | 1968 | 1975 | 1982 | 1990 | 1999 | 2006 | 2008 | 2013 |
| ---- | ---- | ---- | ---- | ---- | ---- | ---- | ---- | ---- |
| 344  | 332  | 309  | 420  | 503  | 526  | 561  | 571  | 703  |

| 2018 | 2022 | - | - | - | - | - | - | - |
| ---- | ---- | - | - | - | - | - | - | - |
| 792  | 847  | - | - | - | - | - | - | - |

### Manifestations culturelles et festivités
- Fêtes du village : se déroulent fin mai pour ne pas être en concurrence avec les fêtes de la Madeleine.
- Bolsín : spectacle taurin où les espoirs de la tauromachie se livrent à une compétition. Le vainqueur du concours se voit offrir l'opportunité de se faire connaître et de signer des contrats professionnels avec des villes partenaires dont Mont-de-Marsan et ses arènes du Plumaçon classées en première catégorie. Historiquement, un bolsín (« coulisse » en espagnol) est un entraînement privé des jeunes toreros devant des vaches ou des becerros. L'idée d'un bolsín à Bougue émerge en 1995 mais ce n'est qu'en 1998 qu'elle se réalise grâce à la construction d'arènes de 1200 places[23].

## Culture locale et patrimoine

### Lieux et monuments
- Église Saint-Candide de Bougue.
- Enceinte médiévale de Castets.

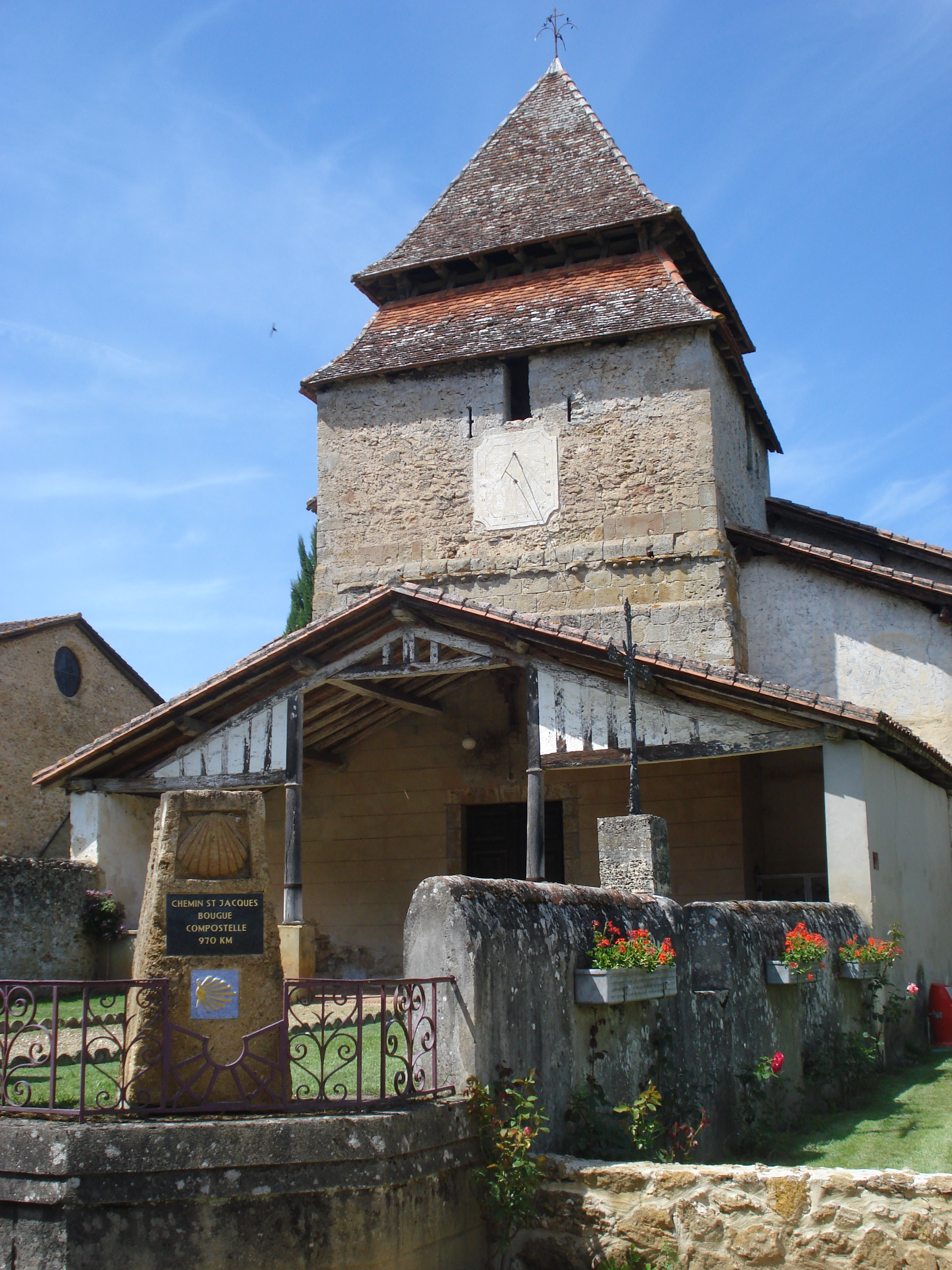
Église et balise du pèlerinage de Saint-Jacques-de-Compostelle.
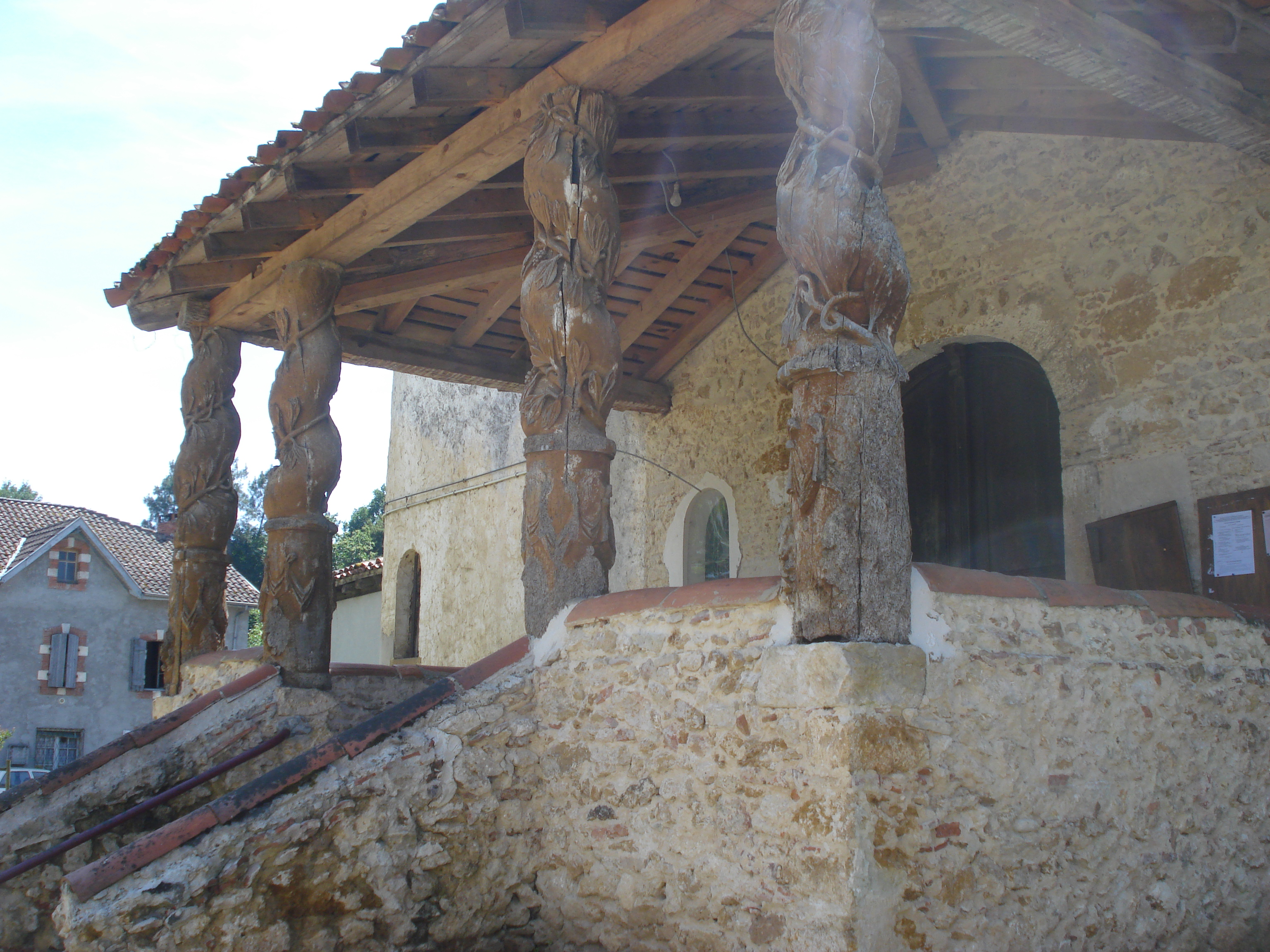
Porche de l'église.
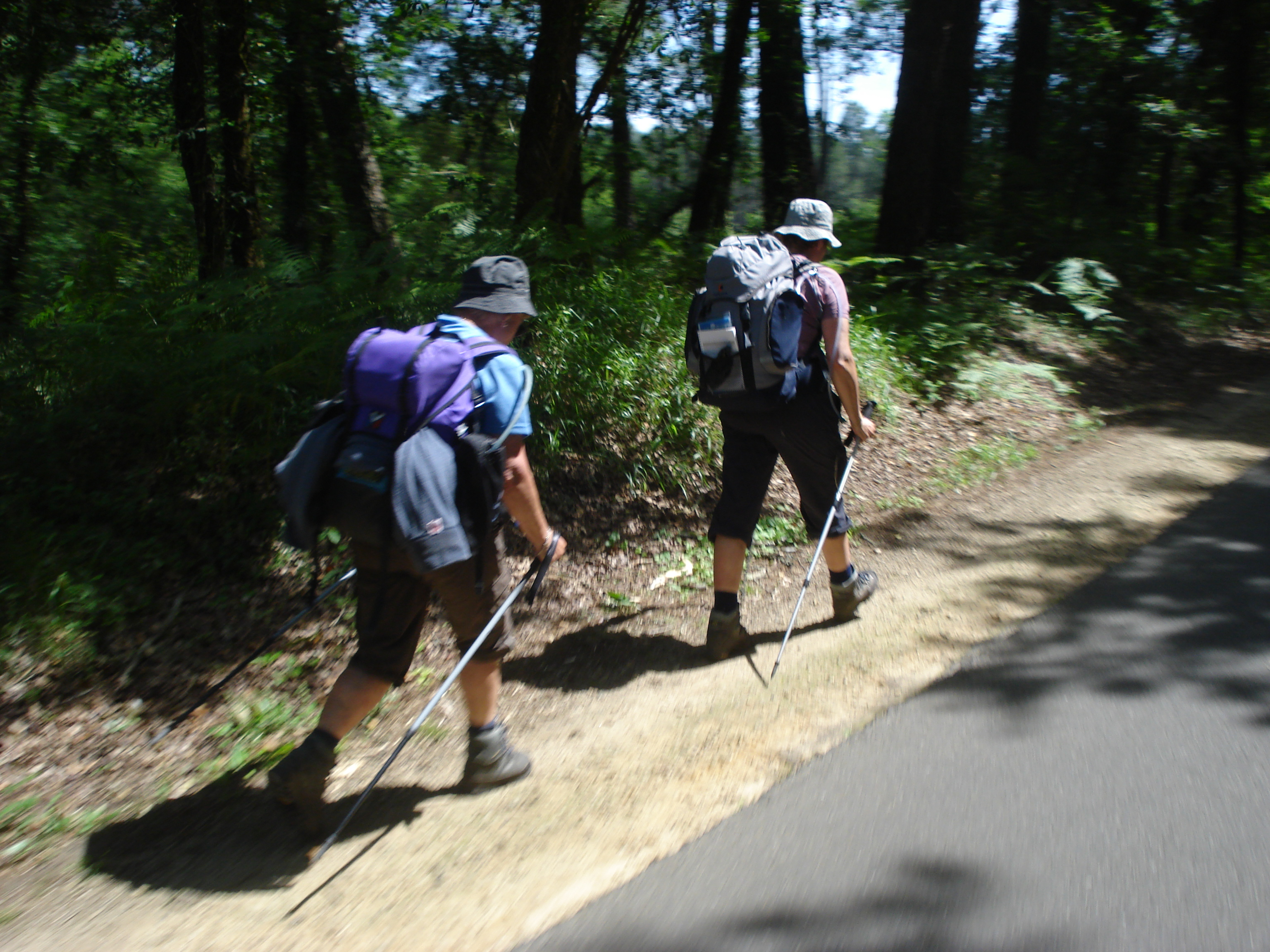
Pèlerins à la sortie de Bougue.